# Waterstaatskaart van Nederland
De Waterstaatskaart van Nederland werd van de tweede helft van de 19e eeuw tot aan het einde van de 20e eeuw gemaakt, bijgehouden en uitgegeven door Rijkswaterstaat. Ze gaf in 183 bladen een gedetailleerd beeld van de afwatering van het land. Ze legde de dynamische relaties tussen water en land en tussen water en water  vast.  Er was informatie op de kaart te vinden over polders en waterpeilen. Molens en gemalen stonden erop aangegeven, en ook kunstwerken zoals duikers, stuwen, peilpunten en sluizen. 
Al in de 18e eeuw werden ad hoc plaatselijke waterstaatskaarten gemaakt, meestal als bijlage bij een rapport of voorstel. Maar de drang tot uniformering en systematisering van de 19e eeuw, en de wens van de regering om door een samenhangende aanpak een einde te maken aan de regelmatige overstromingen, leidden tot dit initiatief  van waterstaatsingenieur A. van Egmond. Hij begreep dat voor een werkelijke verbetering van de afwatering in Nederland een kaart nodig was waarop alle elementen overzichtelijk waren afgebeeld. Op 11 juni 1863  presenteerde hij in de vergadering van het Koninklijk Instituut van Ingenieurs zijn plan. Het bestuur van de vereniging besprak dit met de regering, die er wel iets in zag. Minister Thorbecke gaf opdracht aan inspecteur-generaal F.W. Conrad van Rijkswaterstaat om zo'n kaart te maken. Het plan werd uitgewerkt en uitgevoerd door Ernst Steuerwald. De directe verantwoordelijkheid lag bij de chef van het topografisch bureau van de dienst J.A. Besier.
Tussen 1865 en 1891 verschenen de 183 bladen van de kaart in steendruk. Basis was de Topografische en Militaire Kaart van het Koninkrijk der Nederlanden, en evenals deze was de schaal 1:50.000. Er hadden 33 ingenieurs aan gewerkt.

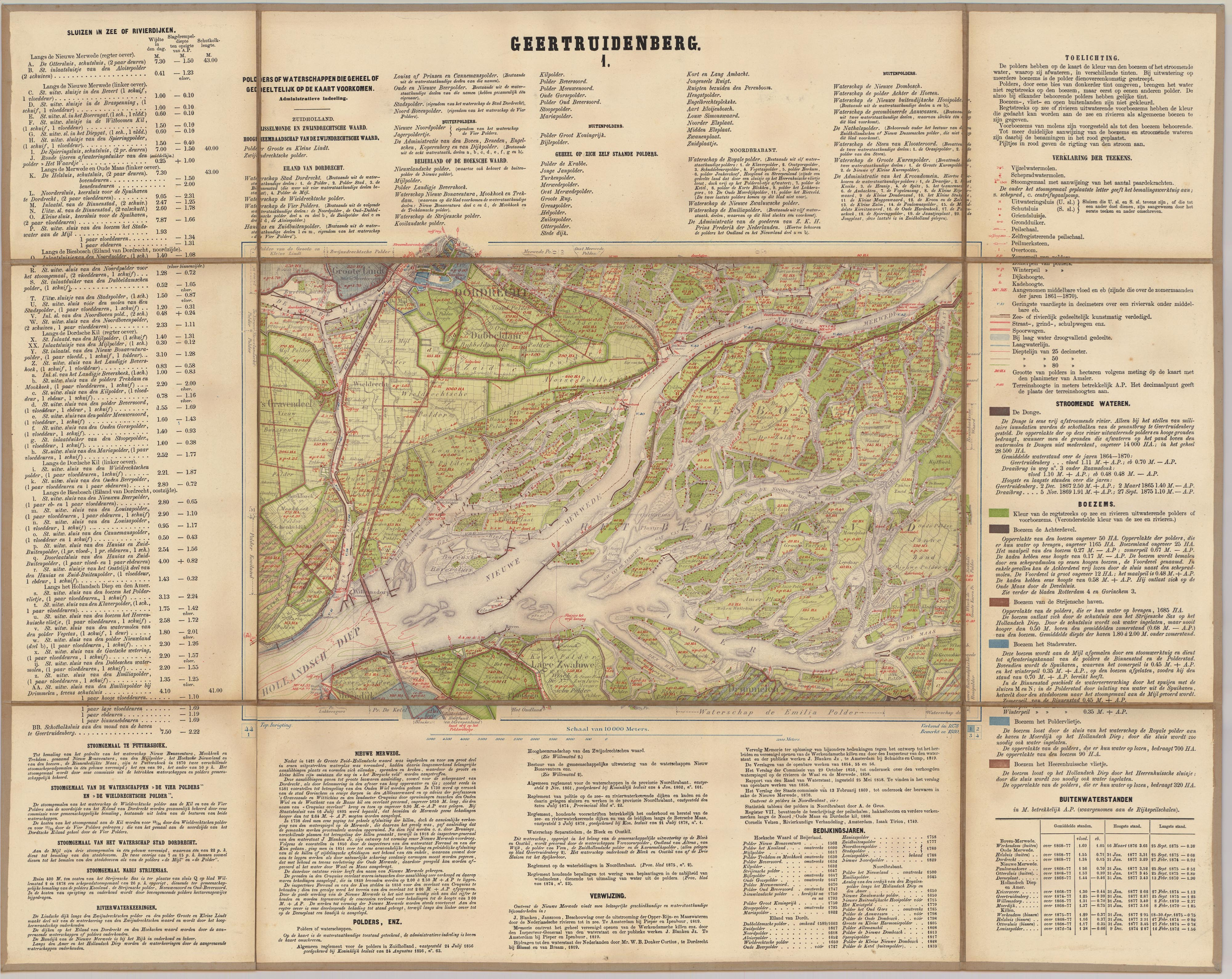
Waterstaatskaart van Nederland, blad Geertruidenberg 1a van ws min BiZa uit 1880

De kaart werd gedrukt in kleur volgens een procedé van C.A. Ekstein, directeur van de topografische inrichting van het ministerie van Oorlog. De territoriale eenheden zoals polders en waterschappen, en functionele werken als gemalen en sluizen waren zodoende goed herkenbaar. Dit maakte internationaal zoveel indruk dat de jury van de Wereldtentoonstelling van 1881 in Parijs Ekstein nomineerde voor ridder in het Legion d'Honneur.
Tot 1990 verschenen er vijf edities van de waterstaatskaart. Daarna stopte men met de vervaardiging van de kaart en stapte men over op het WIS, het Waterstaatkundig Informatie Systeem, beheerd door de Meetkundige Dienst van Rijkswaterstaat. Daaruit zijn op verzoek kaarten te genereren. 